# 上思小花藤
上思小花藤（学名：Micrechites rehderianus）为夹竹桃科小花藤属下的一个种。